# 12516 Karenyoung
12516 Karenyoung eller 1998 HB45 är en asteroid i huvudbältet som upptäcktes den 20 april 1998 av LINEAR i Socorro County, New Mexico. Den är uppkallad efter Karen Young.
Asteroiden har en diameter på ungefär 3 kilometer.